# Гофман, Ефим Леонидович
Ефим Леонидович Гофман (род. 4 июля 1964, Киев) — литературный критик и публицист, эссеист.

## Биография
Ефим Леонидович Гофман родился 4 июля 1964 года в Киеве. По образованию — музыкант. В 1986 году окончил композиторский факультет Горьковской государственной консерватории имени М. И. Глинки. С 1987 по 2008 год занимался сочинением музыки для кино («Певица Жозефина и мышиный народ» («Josephine, the Singer and Mice People»), режиссёр С. Маслобойщиков (Украина, ФРГ; 1994); «Шум ветра», режиссёр С. Маслобойщиков (2002); «Виктор Некрасов на свободе и дома», режиссёр Р. Нахманович и др.) и театра.
Член Союза композиторов Украины (с 1991). Член Союза кинематографистов Украины (с 2000).
Преподаёт в киевской детской музыкальной школе.
С 2016 года — член Всемирной организации писателей International PEN club (Русский ПЕН-Центр).
Живёт в Киеве.
В 2005 году подписал коллективное письмо в защиту русского языка на Украине.

## Литературная деятельность
Печатается в журналах «Знамя», «Октябрь», «Вопросы литературы», «Зарубежные записки», «Профиль Украина», «Радуга», «КіноТеатр», в «Независимой газете» и других периодических изданиях. Ранее публиковавшиеся работы этого автора, наряду с другими его статьями разных лет, вошли в книгу «Необходимость рефлексии» (Москва, Летний сад, 2016).
В числе главных объектов авторского внимания Е. Гофмана — личности и творчество Андрея Синявского, Варлама Шаламова, Юрия Трифонова, Виктора Некрасова, Льва Копелева, современная русская литература, идеологические дискуссии диссидентства 1960—1980-х годов, актуальные проблемы украинской и российской общественной жизни.
Некоторые из статей:
- Пырнуть пером : к проблеме стилистической и мировоззренческой дерзости А. Д. Синявского / Е. Л. Гофман // ЗНАМЯ. — 2004. — № 10. — С. 195—202
- Бред и чудо: поэтика метаторфоз у Синявского / Е. Гофман // ОКТЯБРЬ. — 2005. — № 12. — С. 180—185.
- Чтобы состояться / Е. Гофман // ОКТЯБРЬ. — 2006. — № 9. — С. 181—185.
- Инобытие слова : метапоэтические особенности стиля Андрея Синявского / Е. Гофман // ОКТЯБРЬ. — 2008. — № 12. — С. 174—181.
- Можно дышать и тут : о поэзии Станислава Минакова / Ефим Гофман // ОКТЯБРЬ. — 2011. — № 7. — С. 159—164.
- Разомкнуть круг нетерпимости / Е. Л. Гофман // Вопросы литературы : журн. критики и литературоведения. — 2013. — № 3. — С. 440—452. — ISSN 0042-8795.
- «Видны царапины рояля…» / Е. Л. Гофман // Знамя. — 2015. — № 3. — С. 198—207 . — ISSN 0130-1616.
- Превозмогая духоту / Е. Л. Гофман // Знамя. — 2015. — № 12. — С. 170—179. — ISSN 0130-1616.
- Виктор Некрасов в родном городе / Е. Л. Гофман // ЗНАМЯ. — 2016. — № 8.
- Ефим Гофман. Из заметок повесы (Памяти Б. Г. Лекаря) // Радуга. — 2011. — № 9/10. — С. 161—166.

## Участие в конференциях
- Международная литературоведческая конференция Первые Синявские Чтения (Москва, 2005)
- Международная литературоведческая конференция Вторые Синявские Чтения (Москва, 2008)
- Международная литературоведческая конференция Третьи Синявские Чтения (Москва, 2011)
- Международная конференция «Лев Копелев: фронтовик, писатель, учёный, гражданин»[17] (Москва, 2012)
- Международная научная конференция «Закон сопротивления распаду». Особенности прозы и поэзии Варлама Шаламова и их восприятие в начале XXI века (Прага, 2013)[13][18]
- V Международный конгресс «Русская словесность в мировом культурном контексте» (пансионат «Сосны», Московская обл., 2014)
- VI Международный конгресс «Русская словесность в мировом культурном контексте» (Санкт-Петербург, 2015; пансионат «Сосны», Московская обл., 2016)